# Grand Prix Formule 1 van Groot-Brittannië
De Grand Prix van Groot-Brittannië is een race uit de Formule 1-kalender. De race wordt samen met de Grand Prix van Italië onafgebroken georganiseerd sinds het ontstaan van de Formule 1 in 1950 en het was de eerste race tijdens dat eerste jaar. De race werd steeds in Engeland gereden. De eerste vijf jaar was dat op het circuit van Silverstone, waarna er een beurtrol was met het Aintree Motor Racing Circuit, tot deze laatste de grand prix twee jaar op rij hield in 1961 en 1962. Vanaf 1963 was er een beurtrol tussen Silverstone en Brands Hatch tot 1986, toen Silverstone het enige circuit werd waar de Britse grand prix gehouden werd. De grand prix werd tot 2009 drieëntwintig keer op rij gehouden op Silverstone.
Vanaf 2010 stond gepland dat Donington Park de locatie werd waar de Britse grand prix gereden zou worden. Het management heeft een contract voor tien jaar, maar er waren twijfels of de grand prix in 2010 doorgang zou vinden op Donington Park nadat bekend werd dat het circuit niet voldeed. Het plan werd officieel afgeblazen op 7 december 2009, dit omdat de nodige financiële garanties niet afgegeven konden worden. De race zal dus ook de komende 17 jaar nog op Silverstone verreden worden.
Lewis Hamilton is met negen overwinningen recordhouder van de grand prix.

## Winnaars van de Grands Prix
- Een roze achtergrond geeft aan dat deze race onderdeel was van de Grand Prix-seizoenen tot 1949.

| Jaar        | Coureur                      | Constructeur               | Circuit                   | Verslag                   |
| ----------- | ---------------------------- | -------------------------- | ------------------------- | ------------------------- |
| 2025        | Lando Norris                 | McLaren-Mercedes           | Silverstone               | Verslag                   |
| 2024        | Lewis Hamilton               | Mercedes                   | Silverstone               | Verslag                   |
| 2023        | Max Verstappen               | Red Bull Racing-Honda RBPT | Silverstone               | Verslag                   |
| 2022        | Carlos Sainz                 | Ferrari                    | Silverstone               | Verslag                   |
| 2021        | Lewis Hamilton               | Mercedes                   | Silverstone               | Verslag                   |
| 2020        | Lewis Hamilton               | Mercedes                   | Silverstone               | Verslag                   |
| 2019        | Lewis Hamilton               | Mercedes                   | Silverstone               | Verslag                   |
| 2018        | Sebastian Vettel             | Ferrari                    | Silverstone               | Verslag                   |
| 2017        | Lewis Hamilton               | Mercedes                   | Silverstone               | Verslag                   |
| 2016        | Lewis Hamilton               | Mercedes                   | Silverstone               | Verslag                   |
| 2015        | Lewis Hamilton               | Mercedes                   | Silverstone               | Verslag                   |
| 2014        | Lewis Hamilton               | Mercedes                   | Silverstone               | Verslag                   |
| 2013        | Nico Rosberg                 | Mercedes                   | Silverstone               | Verslag                   |
| 2012        | Mark Webber                  | Red Bull Racing-Renault    | Silverstone               | Verslag                   |
| 2011        | Fernando Alonso              | Ferrari                    | Silverstone               | Verslag                   |
| 2010        | Mark Webber                  | Red Bull Racing-Renault    | Silverstone               | Verslag                   |
| 2009        | Sebastian Vettel             | Red Bull Racing-Renault    | Silverstone               | Verslag                   |
| 2008        | Lewis Hamilton               | McLaren-Mercedes           | Silverstone               | Verslag                   |
| 2007        | Kimi Räikkönen               | Ferrari                    | Silverstone               | Verslag                   |
| 2006        | Fernando Alonso              | Renault                    | Silverstone               | Verslag                   |
| 2005        | Juan Pablo Montoya           | McLaren-Mercedes           | Silverstone               | Verslag                   |
| 2004        | Michael Schumacher           | Ferrari                    | Silverstone               | Verslag                   |
| 2003        | Rubens Barrichello           | Ferrari                    | Silverstone               | Verslag                   |
| 2002        | Michael Schumacher           | Ferrari                    | Silverstone               | Verslag                   |
| 2001        | Mika Häkkinen                | McLaren-Mercedes           | Silverstone               | Verslag                   |
| 2000        | David Coulthard              | McLaren-Mercedes           | Silverstone               | Verslag                   |
| 1999        | David Coulthard              | McLaren-Mercedes           | Silverstone               | Verslag                   |
| 1998        | Michael Schumacher           | Ferrari                    | Silverstone               | Verslag                   |
| 1997        | Jacques Villeneuve           | Williams-Renault           | Silverstone               | Verslag                   |
| 1996        | Jacques Villeneuve           | Williams-Renault           | Silverstone               | Verslag                   |
| 1995        | Johnny Herbert               | Benetton-Renault           | Silverstone               | Verslag                   |
| 1994        | Damon Hill                   | Williams-Renault           | Silverstone               | Verslag                   |
| 1993        | Alain Prost                  | Williams-Renault           | Silverstone               | Verslag                   |
| 1992        | Nigel Mansell                | Williams-Renault           | Silverstone               | Verslag                   |
| 1991        | Nigel Mansell                | Williams-Renault           | Silverstone               | Verslag                   |
| 1990        | Alain Prost                  | Ferrari                    | Silverstone               | Verslag                   |
| 1989        | Alain Prost                  | McLaren-Honda              | Silverstone               | Verslag                   |
| 1988        | Ayrton Senna                 | McLaren-Honda              | Silverstone               | Verslag                   |
| 1987        | Nigel Mansell                | Williams-Honda             | Silverstone               | Verslag                   |
| 1986        | Nigel Mansell                | Williams-Honda             | Brands Hatch              | Verslag                   |
| 1985        | Alain Prost                  | McLaren-TAG                | Silverstone               | Verslag                   |
| 1984        | Niki Lauda                   | McLaren-TAG                | Brands Hatch              | Verslag                   |
| 1983        | Alain Prost                  | Renault                    | Silverstone               | Verslag                   |
| 1982        | Niki Lauda                   | McLaren-Ford               | Brands Hatch              | Verslag                   |
| 1981        | John Watson                  | McLaren-Ford               | Silverstone               | Verslag                   |
| 1980        | Alan Jones                   | Williams-Ford              | Brands Hatch              | Verslag                   |
| 1979        | Clay Regazzoni               | Williams-Ford              | Silverstone               | Verslag                   |
| 1978        | Carlos Reutemann             | Ferrari                    | Brands Hatch              | Verslag                   |
| 1977        | James Hunt                   | McLaren-Ford               | Silverstone               | Verslag                   |
| 1976        | Niki Lauda                   | Ferrari                    | Brands Hatch              | Verslag                   |
| 1975        | Emerson Fittipaldi           | McLaren-Ford               | Silverstone               | Verslag                   |
| 1974        | Jody Scheckter               | Tyrrell-Ford               | Brands Hatch              | Verslag                   |
| 1973        | Peter Revson                 | McLaren-Ford               | Silverstone               | Verslag                   |
| 1972        | Emerson Fittipaldi           | Lotus-Ford                 | Brands Hatch              | Verslag                   |
| 1971        | Jackie Stewart               | Tyrrell-Ford               | Silverstone               | Verslag                   |
| 1970        | Jochen Rindt                 | Lotus-Ford                 | Brands Hatch              | Verslag                   |
| 1969        | Jackie Stewart               | Matra-Ford                 | Silverstone               | Verslag                   |
| 1968        | Jo Siffert                   | Lotus-Ford                 | Brands Hatch              | Verslag                   |
| 1967        | Jim Clark                    | Lotus-Ford                 | Silverstone               | Verslag                   |
| 1966        | Jack Brabham                 | Brabham-Repco              | Brands Hatch              | Verslag                   |
| 1965        | Jim Clark                    | Lotus-Climax               | Silverstone               | Verslag                   |
| 1964        | Jim Clark                    | Lotus-Climax               | Brands Hatch              | Verslag                   |
| 1963        | Jim Clark                    | Lotus-Climax               | Silverstone               | Verslag                   |
| 1962        | Jim Clark                    | Lotus-Climax               | Aintree                   | Verslag                   |
| 1961        | Wolfgang von Trips           | Ferrari                    | Aintree                   | Verslag                   |
| 1960        | Jack Brabham                 | Cooper-Climax              | Silverstone               | Verslag                   |
| 1959        | Jack Brabham                 | Cooper-Climax              | Aintree                   | Verslag                   |
| 1958        | Peter Collins                | Ferrari                    | Silverstone               | Verslag                   |
| 1957        | Stirling Moss Tony Brooks    | Vanwall                    | Aintree                   | Verslag                   |
| 1956        | Juan Manuel Fangio           | Ferrari                    | Silverstone               | Verslag                   |
| 1955        | Stirling Moss                | Mercedes                   | Aintree                   | Verslag                   |
| 1954        | José Froilán González        | Ferrari                    | Silverstone               | Verslag                   |
| 1953        | Alberto Ascari               | Ferrari                    | Silverstone               | Verslag                   |
| 1952        | Alberto Ascari               | Ferrari                    | Silverstone               | Verslag                   |
| 1951        | José Froilán González        | Ferrari                    | Silverstone               | Verslag                   |
| 1950        | Giuseppe Farina              | Alfa Romeo                 | Silverstone               | Verslag                   |
| 1949        | Toulo de Graffenried         | Maserati                   | Silverstone               | Verslag                   |
| 1948        | Luigi Villoresi              | Maserati                   | Silverstone               | Verslag                   |
| 1947 - 1928 | Grand Prix niet verreden.    | Grand Prix niet verreden.  | Grand Prix niet verreden. | Grand Prix niet verreden. |
| 1927        | Robert Benoist               | Delage                     | Brooklands                | Verslag                   |
| 1926        | Robert Sénéchal Louis Wagner | Delage                     | Brooklands                | Verslag                   |

### Meervoudige winnaars (coureurs)
| Gewonnen | Coureur               | Jaren                                                |
| -------- | --------------------- | ---------------------------------------------------- |
| 9        | Lewis Hamilton        | 2008, 2014, 2015, 2016, 2017, 2019, 2020, 2021, 2024 |
| 5        | Jim Clark             | 1962, 1963, 1964, 1965, 1967                         |
| 5        | Alain Prost           | 1983, 1985, 1989, 1990, 1993                         |
| 4        | Nigel Mansell         | 1986, 1987, 1991, 1992                               |
| 3        | Jack Brabham          | 1959, 1960, 1966                                     |
| 3        | Niki Lauda            | 1976, 1982, 1984                                     |
| 3        | Michael Schumacher    | 1998, 2002, 2004                                     |
| 2        | Alberto Ascari        | 1952, 1953                                           |
| 2        | José Froilán González | 1951, 1954                                           |
| 2        | Stirling Moss         | 1955, 1957                                           |
| 2        | Jackie Stewart        | 1969, 1971                                           |
| 2        | Emerson Fittipaldi    | 1972, 1975                                           |
| 2        | Jacques Villeneuve    | 1996, 1997                                           |
| 2        | David Coulthard       | 1999, 2000                                           |
| 2        | Fernando Alonso       | 2006, 2011                                           |
| 2        | Mark Webber           | 2010, 2012                                           |
| 2        | Sebastian Vettel      | 2009, 2018                                           |

### Meervoudige winnaars (constructeurs)
| Gewonnen | Team     | Jaren                                                                                                |
| -------- | -------- | --- |
| 17       | Ferrari  | 1951, 1952, 1953, 1954, 1958, 1961, 1976, 1978, 1990, 1998, 2002, 2003, 2004, 2007, 2011, 2018, 2022 |
| 15       | McLaren  | 1973, 1975, 1977, 1981, 1982, 1984, 1985, 1988, 1989, 1999, 2000, 2001, 2005, 2008, 2025             |
| 10       | Williams | 1979, 1980, 1986, 1987, 1991, 1992, 1993, 1994, 1996, 1997                                           |
| 9        | Mercedes | 2013, 2014, 2015, 2016, 2017, 2019, 2020, 2021, 2024                                                 |
| 8        | Lotus    | 1962, 1963, 1964, 1965, 1967, 1968, 1970, 1972                                                       |
| 4        | Red Bull | 2009, 2010, 2012, 2023                                                                               |
| 2        | Delage   | 1926, 1927                                                                                           |
| 2        | Maserati | 1948, 1949                                                                                           |
| 2        | Cooper   | 1959, 1960                                                                                           |
| 2        | Tyrrell  | 1971, 1974                                                                                           |
| 2        | Renault  | 1983, 2006                                                                                           |

## Winnaar van de Sprint
| Jaar | Coureur        | Constructeur   | Locatie     | Verslag |
| ---- | -------------- | -------------- | ----------- | ------- |
| 2021 | Max Verstappen | Red Bull-Honda | Silverstone | Verslag |

## Afbeeldingen

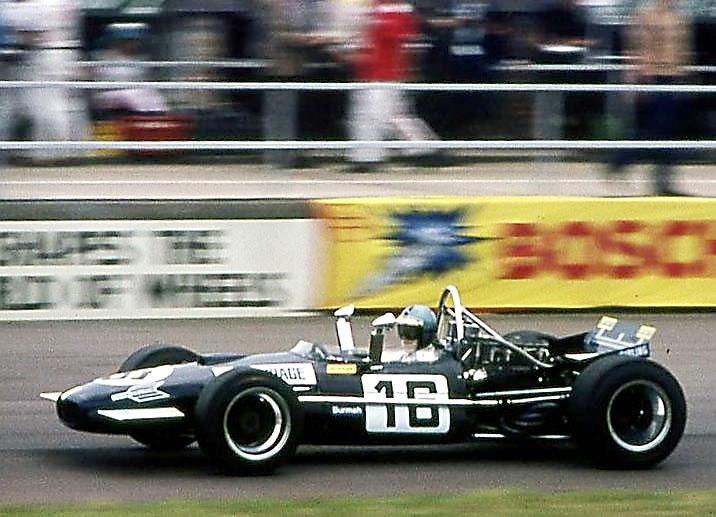
Piers Courage tijdens de grand prix van 1969.
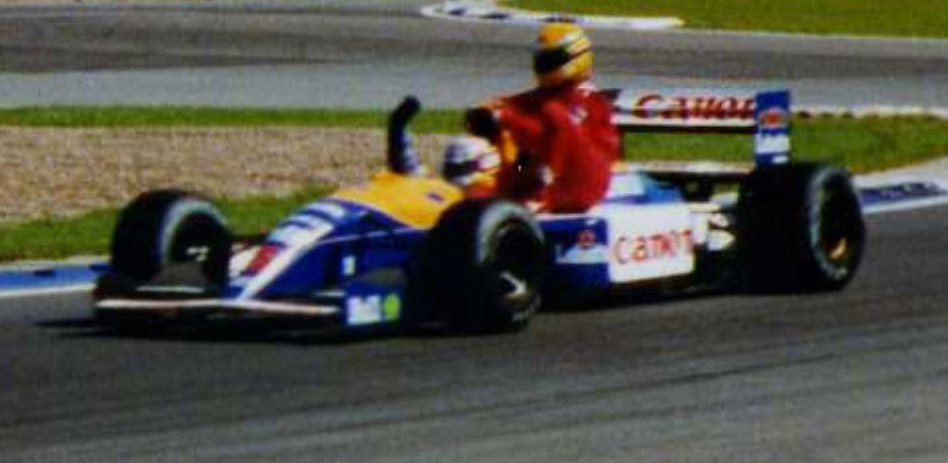
Nigel Mansell geeft Ayrton Senna een lift na de grand prix in 1991.
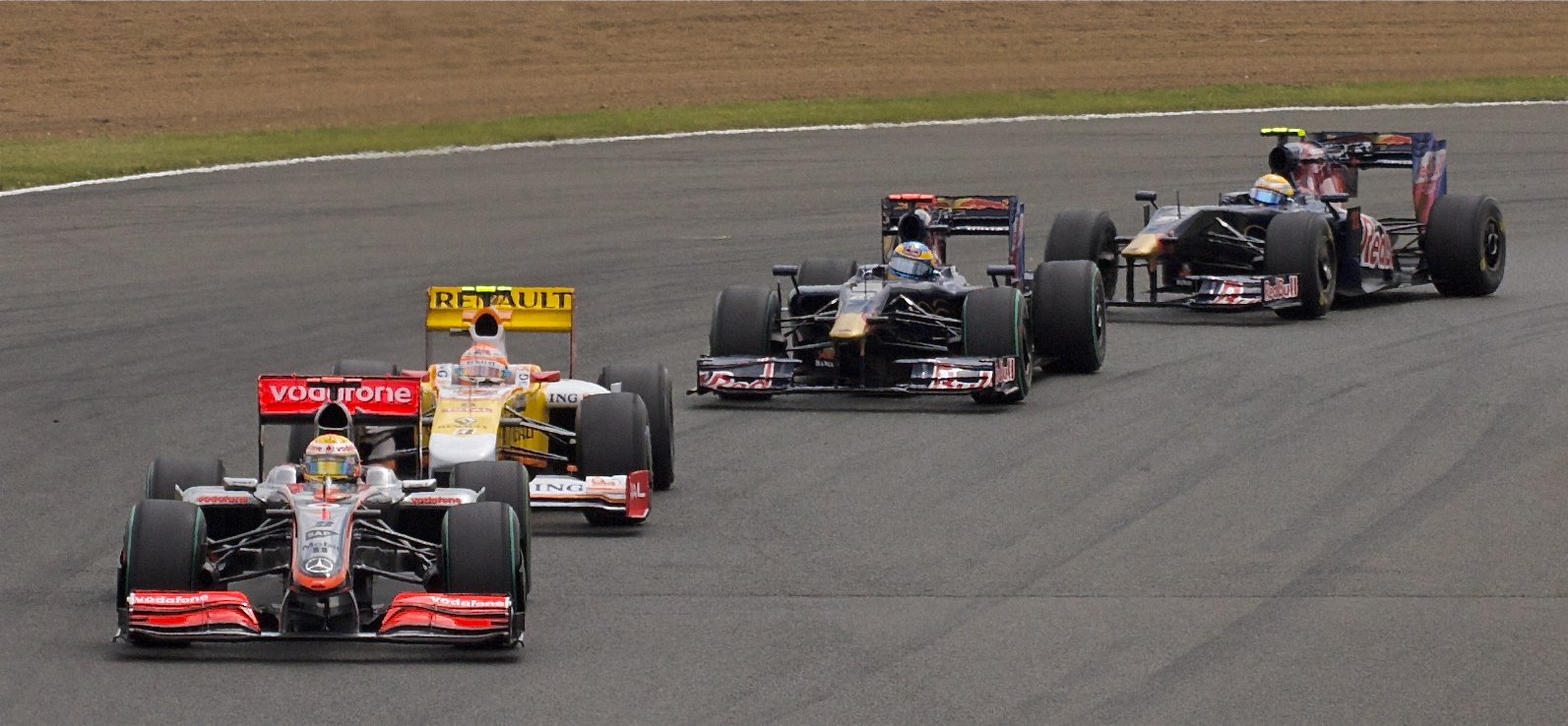
Beeld van de race in 2009.

1926 · 1927 · 1948 · 1949 · 1950 · 1951 · 1952 · 1953 · 1954 · 1955 · 1956 · 1957 · 1958 · 1959 · 1960 · 1961 · 1962 · 1963 · 1964 · 1965 · 1966 · 1967 · 1968 · 1969 · 1970 · 1971 · 1972 · 1973 · 1974 · 1975 · 1976 · 1977 · 1978 · 1979 · 1980 · 1981 · 1982 · 1983 · 1984 · 1985 · 1986 · 1987 · 1988 · 1989 · 1990 · 1991 · 1992 · 1993 · 1994 · 1995 · 1996 · 1997 · 1998 · 1999 · 2000 · 2001 · 2002 · 2003 · 2004 · 2005 · 2006 · 2007 · 2008 · 2009 · 2010 · 2011 · 2012 · 2013 · 2014 · 2015 · 2016 · 2017 · 2018 · 2019 · 2020 · 2021 · 2022 · 2023 · 2024 · 2025 · 2026 · 2027 · 2028 · 2029 · 2030 · 2031 · 2032 · 2033 · 2034